# Lepraliella hippopus
Lepraliella hippopus är en mossdjursart som först beskrevs av Smitt 1867.  Lepraliella hippopus ingår i släktet Lepraliella och familjen Lepraliellidae. Arten är reproducerande i Sverige. Inga underarter finns listade i Catalogue of Life.